# Varenikóvskaia
Varenikóvskaia - Варениковская (rus) - és una stanitsa del krai de Krasnodar, a Rússia. Es troba a la riba esquerra del riu Kuban, al seu delta i proper al lloc on hi desemboca el riu Adagum, a 35 km a l'oest de Krimsk i a 106 km a l'oest de Krasnodar, la capital.
Pertanyen a aquest municipi les poblacions de Xkolni, Fadéievo, Svet i Txékon.